# 우리자산운용
우리자산운용(Woori Asset Management CORP.)은 대한민국의 자산운용사로 우리금융그룹의 자회사이다.

## 주요 사업
- 해외펀드부문: 주식, 채권, 펀드 등에 투자 및 운용
- 증권부문: 주식, 채권, 주식+채권 혼합 투자 및 운용
- 기타부문: MMF, 파생상품, 부동산, 특별자산, 재간접 투자, 운용 업무 등

## 연혁
- 2000년 8월 : 동양오리온투자신탁증권에서 자산운용 부문을 분리하여 동양투자신탁운용 설립
- 2007년 5월 : 동양종합금융증권에서 동양생명보험으로 최대주주 변경
- 2010년 4월 : 동양자산운용으로 사명 변경
- 2014년 3월 : 동양그룹에서 계열분리와 새 CI 공개
- 2015년 9월 : 동양생명이 중국 안방보험에 매각되면서 안방보험의 손자회사로 변경
- 2019년 8월 : 우리금융그룹이 동양자산운용을 인수하면서 우리자산운용으로 사명 변경
- 2024년 1월 : 우리글로벌자산운용(구 ABL글로벌자산운용) 흡수합병